# FOLFOX
FOLFOX（フォルフォックス）は、フルオロウラシル・フォリン酸・オキサリプラチンの3剤を併用するがん化学療法の略号である。使用する薬剤名の頭文字をとって名付けられている（下記）。長時間（22～46時間）の持続静注を要する治療法であるが、皮下埋め込み型リザーバーを使用すれば外来通院で行うことが可能である。FOLFOXは投与法にいくつかの亜種が存在するが、2008年現在広く行われているのはFOLFOX4およびFOLFOX6（日本では承認の関係でmFOLFOX6）である。主に大腸癌に対する治療として行われる。
- FOL– Folinic acid（フォリン酸）
- F –  Fluorouracil（フルオロウラシル）
- OX – Oxaliplatin（オキサリプラチン）

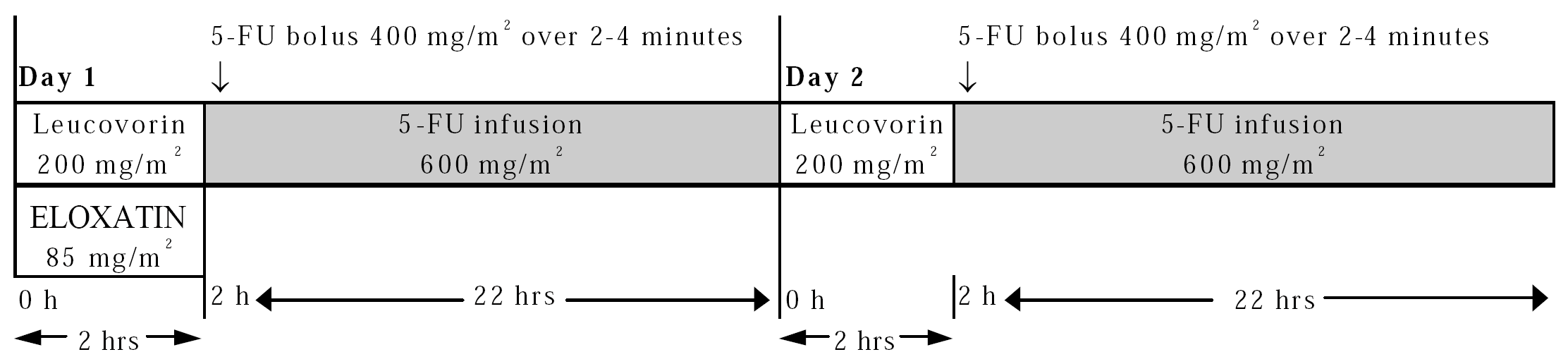
FOLFOX4 regime

## 用いる抗がん剤
5-FU
フルオロウラシル（商品名5-FUなど）はピリミジン拮抗剤であり、チミジル酸合成酵素を阻害することでS期特異的にDNA合成阻害をする。
l-LV
レボホリナート（l-LV、商品名アイソボリンなど）はフルオロウラシルの効果を増強させる。ピリミジン拮抗剤とチミジル酸酵素の結合をより強固にする作用がある。
LV
ロイコボリン（LV、別名ホリナート、商品名ロイコボリンなど）の光学活性体（l体）がl-LVである。効果や作用機序はl-LVの説明を参照。LVの効力はl-LVの1/2に相当する。投与はl-LVの場合に比べ倍量となる。なお、日本においては、結腸・直腸癌に対してLVを使い5-FUの効力を増強させる方法は承認されていないのでLVの代わりにl-LVを使うが、海外ではLVを使うことが多い。
L-OHP
オキサリプラチン（L-OHP、商品名エルプラットなど）は白金製剤でありDNA鎖内および鎖間の両者に白金とDNAのクロスリンクを形成しDNAの複製および転写を阻害する。海外では大腸癌に対する有効性が示されており、stageⅡ、Ⅲの大腸癌に対してもFOLFOXとして用いることがある。副作用に末梢神経障害がある。

## FOLFOX以外で大腸癌によく用いられる抗がん剤
カペシタビン
カペシタビン（商品名 ゼローダ）は5-FUと同じフッ化ピリミジン系に類する経口抗がん剤であり、5-FUのプロドラッグである。2008年6月の時点で、日本では結腸癌において術後補助化学療法に対してのみ承認されている。L-OHPとの併用の成績もいくつか報告されており、FOLFOXに対してCapeOX, XELOXなどと呼ばれている。
TS-1
一般名はテガフール・ギメラシル・オテラシルカリウムであり、日本で広く用いられているフッ化ピリミジン系経口抗がん剤である。2008年5月時点で、術後補助化学療法としてのTS-1の有効性および安全性は確立していない。
CPT-11
イリノテカン（CPT-11、商品名カンプトなど）はトポイソメラーゼI阻害薬でありDNA合成を阻害する。FOLFIRI療法の中心的薬剤である。主な副作用として下痢があり、この治療にはロペミンが有効である。また骨髄抑制が非常に強いことが知られている。FOLFOXとFOLFIRIは交差耐性がないため、一方が効かなくなった場合はもう一方に切り替えて治療が継続される（FOLFOX6のオキサリプラチンをCPT-11に置き換えるとFOLFIRIになる）。この場合、StageIV大腸癌に対してはFOLFOX6とFOLFIRIのどちらを先に行っても生存に差がないことが臨床試験で証明されている。
ベバシズマブ
ベバシズマブ（商品名 アバスチン）は血管内皮細胞増殖因子(VEGF)を標的とする分子標的治療薬であり、FOLFOX (XELOX)、FOLFIRIなどとの併用も行われている。

## 使用法

### StageIII（一部StageIIを含む）大腸癌の術後補助化学療法
R0切除（完全切除）が行われたStageIII（周囲リンパ節に転移があるが遠隔転移がない）大腸癌では、治癒切除後に術後化学療法を行うことにより再発を抑制し予後を改善することができる。術後化学療法としては2015年1月現在5-FU/l-LV療法、UFT/LV療法、カペシタビン、FOLFOXが推奨される治療である。
FOLFOX4療法と5-FU/l-LV療法を比較した臨床試験（MOSAIC試験）では無病生存期間が延長したことからFOLFOXの術後化学療法としての有用性が確認された。

### StageIV、再発大腸癌に対しての全身化学療法
切除不能なStageIV（遠隔転移を有する）・再発大腸癌の1次治療では、2015年1月現在FOLFOXかFOLFIRIのいずれかに、抗VEGF抗体（ベバシズマブ）または抗EGFR抗体（セツキシマブまたはパニツムマブ）を上乗せしたものが標準療法である。

## 参考
- A lethal synergy induced by phellinus linteus and camptothecin11 in colon cancer cellsOncotarget,2018,Jan.Vol.9,(5):6306-6319PMID 29464074;doi: 10.18632/oncotarget.23918